# Arquidiócesis de Leópolis
La arquidiócesis de Leópolis (en latín: Archidioecesis Leopolitana Latinorum y en ucraniano: Львівська архідієцезія) es una circunscripción eclesiástica de la Iglesia católica en Ucrania. Se trata de una arquidiócesis latina, sede metropolitana de la provincia eclesiástica de Leópolis. Desde el 21 de octubre de 2008 su arzobispo es Mieczysław Mokrzycki.

## Territorio y organización
La arquidiócesis tiene 57 680 km² y extiende su jurisdicción sobre los fieles católicos de rito latino residentes en las óblast de Chernivtsi, Ivano-Frankivsk, Leópolis y Ternópil.
La sede de la arquidiócesis se encuentra en la ciudad de Leópolis, en donde se halla la Catedral basílica de la Asunción de la Santísima Virgen María. En Chernivtsi se encuentra la basílica menor de la Exaltación de la Santa Cruz. 
La arquidiócesis tiene como sufragáneas a las diócesis de: Kamianets-Podilski, Járkov-Zaporiyia, Kiev-Zhitómir, Lutsk, Mukáchevo y Odesa-Simferópol.
En 2023 en la arquidiócesis existían 111 parroquias.

## Historia
Los orígenes de la diócesis de Leópolis son poco claros y confusos, debido a la escasez de fuentes históricas disponibles y a la aparente contradicción de las que existen.
Después de que Casimiro III de Polonia tomara posesión de la Rutenia Roja o Rutenia galitziana (1340), se crearon condiciones favorables para que la Iglesia católica pudiera actuar en esta zona. El rey buscó fortalecer la influencia del catolicismo en las zonas que ocupaba creando nuevas sedes episcopales. El 2 de enero de 1363, Casimiro presentó al papa Urbano V un proyecto para la erección de una diócesis en Leópolis, sufragánea de la arquidiócesis de Gniezno. En la carta apostólica Exhibita nobis pro parte del 6 de abril siguiente, el papa dio al metropolitano de Gniezno el mandato de investigar las posibilidades reales de erigir una diócesis en esta ciudad. Se desconoce el resultado de esta investigación. Ciertamente, no existía una sede episcopal en Leópolis en 1375, cuando, mediante la bula Debitum pastoralis officii, el papa Gregorio IX erigió canónicamente las diócesis de la provincia eclesiástica de Hálych, entre las que no había ninguna sede de Leópolis. La ausencia de una sede episcopal en Leópolis también está documentada en la carta Piis supplicum votis del papa Bonifacio IX del 13 de mayo de 1389, en la que el pontífice incluye la ciudad de Leópolis en la metrópolis de Hálych.
Esta evidencia parece ser contradicha por otros documentos papales, que en cambio atestiguan la existencia de al menos cuatro obispos de Leópolis antes de 1412: Tomasz ze Illeye, nombrado el 11 de enero de 1359; Jerzy, hijo de Eberhard, nombrado el 16 de marzo de 1390 tras la muerte de Konrad, su predecesor; y Herman Wytkind fue nombrado el 7 de enero (o 3 de febrero) de 1401. Los autores explican esta aparente contradicción argumentando que estos obispos no eran obispos residenciales, sino obispos titulares, nombrados ad titulos vagos.
El hecho cierto es que la arquidiócesis de Leópolis fue erigida el 28 de agosto de 1412 mediante la bula In eminenti specula del antipapa Juan XXIII, tras el traslado de la sede arzobispal de Hálych a Leópolis. La provincia eclesiástica original de Leópolis incluía las siguientes sufragáneas: Przemyśl, Chełm, Kamianets, Lodomeria, Siret y Kiev.
La construcción de la iglesia catedral de Leópolis se inició inmediatamente después de la petición del rey Casimiro al papa Urbano V, entre 1363 y 1368. En 1405 se completó el presbiterio, consagrado por Maciej Janina, obispo de Przemyśl. El edificio fue terminado en 1479 y consagrado dos años más tarde.
Durante el siglo XVII la arquidiócesis incluía siete decanatos y algo más de cien parroquias. En 1669 sólo la ciudad de Leópolis contaba con 14 parroquias, 9 monasterios masculinos y 6 femeninos, con un total de unos 4000 fieles.
En 1703 se fundó el seminario arzobispal, que en 1783, por iniciativa del gobierno austríaco, acogió a seminaristas de todas las diócesis de Galitzia.
Después de las particiones de Polonia, en 1795 la arquidiócesis se encontró completamente dentro de los territorios de la Monarquía de los Habsburgo y absorbió las parroquias de otras diócesis que estaban en las mismas condiciones geopolíticas, en particular 10 parroquias de la diócesis de Lutsk y 18 de la diócesis de Bacău. Además, se revisaron y modificaron las fronteras entre Leópolis y la diócesis de Przemyśl, con el intercambio de parroquias y decanatos.
En 1814 la arquidiócesis incluía 182 parroquias, que pasaron a ser 191 en 1834, divididas en 15 decanatos. En 1846 el territorio fue dividido en 25 decanatos con un total de 221 parroquias, con 26 monasterios, de los cuales 9 eran femeninos, y 595 sacerdotes.
A principios del siglo XX la arquidiócesis era una de las más grandes del Imperio austrohúngaro: incluía todo el territorio de los voivodatos de Tarnópol y Stanisławów y gran parte del de Leópolis, así como el territorio de Bucovina, y estaba dividida en 30 decanatos y 403 parroquias, para más de un millón de habitantes. El plan de fundar una diócesis separada en Tarnópol no se realizó debido a la oposición del arzobispo Józef Bilczewski.
Después de la Primera Guerra Mundial y el renacimiento de la nación polaca, se llevaron a cabo largas negociaciones y discusiones sobre la división de la arquidiócesis, que no condujeron a ningún resultado concreto. El 28 de octubre de 1925, mediante la bula Vixdum Poloniae unitas del papa Pío XI, se reorganizaron los distritos eclesiásticos polacos de rito latino: la arquidiócesis de Leópolis mantuvo intacto su territorio anterior, salvo pequeñas modificaciones insignificantes y tuvo como sufragáneas las diócesis de Przemyśl y Lutsk.
El 5 de junio de 1930 la arquidiócesis cedió el territorio de la Bucovina rumana a la diócesis de Iași.
Desde finales de la década de 1960, la Santa Sede ha previsto el nombramiento de administradores apostólicos para la sede de Leópolis, con residencia en Lubaczów, cuyo distrito formaba parte del territorio de la arquidiócesis de Leópolis, pero que, después de la Segunda Guerra Mundial estaba situado dentro de las fronteras de Polonia .
Con el fin del período soviético y el nacimiento de la república independiente de Ucrania (1991), la sede de Leópolis fue restablecida dentro de sus fronteras actuales, y todas las diócesis de rito latino de Ucrania le fueron asignadas como sufragáneas. Al mismo tiempo, la parte polaca de la arquidiócesis fue erigida en administración apostólica, de la cual, en 1992, surgió la diócesis de Zamość-Lubaczów.
El papa Juan Pablo II visitó la arquidiócesis en junio de 2001.

## Estadísticas
Según el Anuario Pontificio 2024 la arquidiócesis tenía a fines de 2023 un total de 142 700 fieles bautizados.
| Año                                                                             | Población            | Población | Población      | Sacerdotes | Sacerdotes    | Sacerdotes    | Bautizados por sacerdote | Diáconos permanentes | Religiosos | Religiosos | Parroquias |
| Año                                                                             | Bautizados católicos | Total     | % de católicos | Total      | Clero secular | Clero regular | Bautizados por sacerdote | Diáconos permanentes | Varones    | Mujeres    | Parroquias |
| ------------------------------------------------------------------------------- | -------------------- | --------- | -------------- | ---------- | ------------- | ------------- | ------------------------ | -------------------- | ---------- | ---------- | ---------- |
| 1950                                                                            | 987 800              | ?         | ?              | 1036       | 757           | 279           | 953                      |                      | 543        | 2470       | 416        |
| 1970                                                                            | 77 732               | 78 209    | 99.4           | 73         | 68            | 5             | 1064                     |                      | 5          | 60         | 27         |
| 1980                                                                            | 81 000               | 83 000    | 97.6           | 72         | 66            | 6             | 1125                     |                      | 6          | 43         | 34         |
| 1990                                                                            | 77 283               | 77 648    | 99.5           | 72         | 72            |               | 1073                     |                      |            | 38         | 39         |
| 1999                                                                            | 175 000              | 6 200 000 | 2.8            | 108        | 74            | 34            | 1620                     | 1                    | 62         | 77         | 235        |
| 2000                                                                            | 173 000              | 6 000     | 2.9            | 107        | 72            | 35            | 1616                     | 1                    | 68         | 90         | 239        |
| 2001                                                                            | 170 000              | 5 800 000 | 2.9            | 122        | 81            | 41            | 1393                     | 1                    | 78         | 98         | 242        |
| 2002                                                                            | 160 000              | 5 600 000 | 2.9            | 126        | 82            | 44            | 1269                     | 1                    | 68         | 102        | 253        |
| 2003                                                                            | 155 000              | 5 200 000 | 3.0            | 134        | 91            | 43            | 1156                     | 1                    | 76         | 109        | 262        |
| 2004                                                                            | 154 000              | 5 000     | 3.1            | 140        | 95            | 45            | 1100                     | 1                    | 80         | 135        | 271        |
| 2013                                                                            | 138 000              | 4 499 000 | 3.1            | 188        | 134           | 54            | 734                      |                      | 73         | 136        | 278        |
| 2016                                                                            | 142 000              | 4 500 000 | 3.2            | 197        | 140           | 57            | 720                      |                      | 79         | 138        | 278        |
| 2019                                                                            | 142 500              | 5 864 000 | 2.4            | 196        | 140           | 56            | 727                      |                      | 84         | 134        | 178        |
| 2021                                                                            | 145 000              | 6 209 000 | 2.3            | 191        | 130           | 61            | 759                      |                      | 93         | 138        | 110        |
| 2023                                                                            | 142 700              | 6 157 500 | 2.3            | 197        | 133           | 64            | 724                      |                      | 96         | 144        | 111        |
| Fuente: Catholic-Hierarchy, que a su vez toma los datos del Anuario Pontificio. |                      |           |                |            |               |               |                          |                      |            |            |            |

### Vida consagrada
En Leópolis hay religiosos y religiosa de los institutos y sociedades de hombres presentes en ella, que son: Orden Hospitalaria de San Juan de Dios, Orden de los Predicadores, Orden de los Hermanos Menores Conventuales, Compañía de Jesús, Congregación de San Miguel Arcángel, Sociedad de San Vicente de Paúl, Sociedad del Apostolado Católico, Congregación del Santísimo Redentor, Sociedad de San Francisco de Sales, Congregación de la Resurrección de Nuestro Señor Jesucristo (resurreccionistas), Orden de los Hermanos Menores .
Los institutos y sociedades femeninos que están presentes en el territorio diocesano son: Siervas de La Inmaculada Concepción de Silesia, Hermanas Ursulinas del Corazón Agonizante, Hermanas Maestras de Santa Dorotea de Vicenza, Congregación de Santo Domingo de Polonia, Hermanas de San Félix de Cantalicio, Hermanas de Santa Isabel, Hermanas Franciscanas de la Familia de María, Franciscanas de Nuestra Señora del Perpetuo Socorro, Franciscanas Servidoras de la Cruz de Laski, Hermanitas de la Inmaculada Concepción, Congregación de las Hermanas de San José, Hermanas Carmelitas del Niño Jesús, Hermanas de San Miguel Arcángel, Hermanas de la Inmaculada Concepción de la Beata Virgen María, Misioneras del Apostolado Católico, Siervas de la Inmaculada Concepción de la Madre de Dios, Hermanas del Divino Salvador, Hijas de la Beata Virgen María Dolorosa (Seráficas), Siervas del Sagrado Corazón de Jesús de Cracovia, entre otras.

## Episcopologio

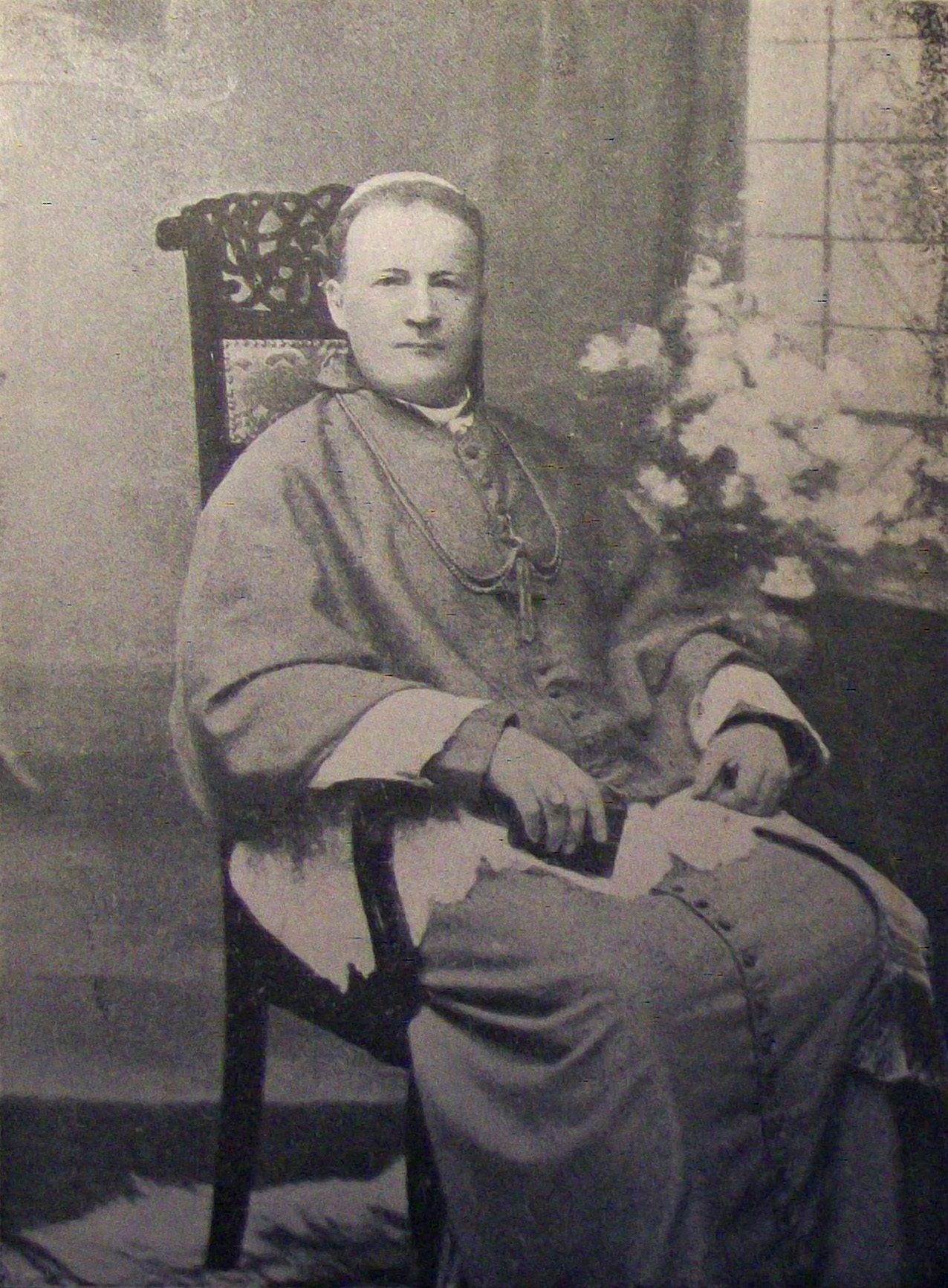
Józef Bilczewski (1860-1923), arzobispo de 1900 a 1923. Actualmente es venerado como santo en la Iglesia católica

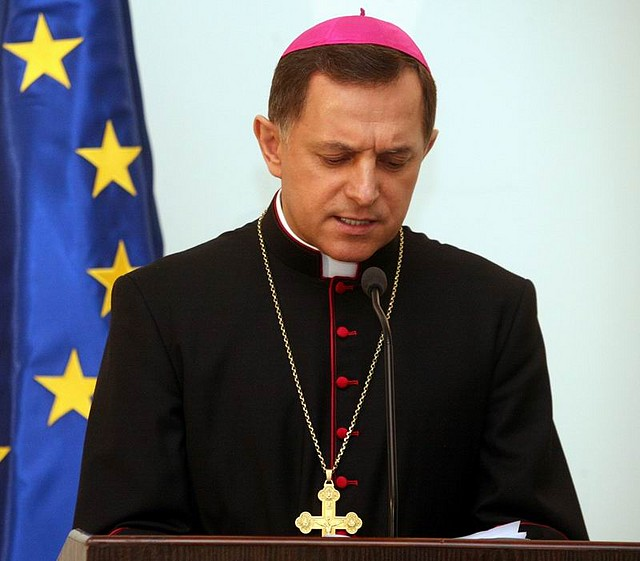
Mieczysław Mokrzycki, arzobispo de Leópolis desde 2008

- Tomasz ze Illeye, O.P. † (11 de enero de 1359-?)[28]
- Konrad † (?-? falleció)
- Jerzy Eberhardi, O.F.M. † (16 de marzo de 1390-? falleció)
- Herman Wytkind, O.P. † (7 de enero de 1401-?)
- Jan Rzeszowski † (23 de diciembre de 1414-12 de agosto de 1436 falleció)
- Jan Odrowąż † (25 de febrero de 1437-septiembre de 1450 falleció)
- Grzegorz z Sanoka † (17 de marzo de 1451-29 de enero de 1477 falleció)
  - Sede vacante (1477-1481)
  - Jan Długosz † (2 de junio de 1480, pero murió el 19 de mayo de 1480 falleció) (arzobispo electo póstumo)
- Jan Strzelecki † (9 de mayo de 1481-antes del 26 de agosto de 1493 falleció)
- Andrzej Boryszewski † (1493 por sucesión[nota 4]-18 de diciembre de 1503 nombrado arzobispo de Gniezno)
- Bernard Wilczek † (28 de abril de 1505-1540 falleció)
- Piotr Starzechowski † (31 de mayo de 1540-1 de abril de 1554 falleció)
- Feliks Ligęza † (7 de enero de 1555-26 de enero de 1560 falleció)
- Paweł Tarło † (15 de enero de 1561-21 de mayo de 1565 falleció)
- Stanisław Słomowski † (7 de septiembre de 1565-22 de septiembre de 1575 falleció)
- Jan Sieniński † (10 de diciembre de 1576-1582 falleció)
- Jan Dymitr Solikowski † (28 de marzo de 1583-27 de junio de 1603 falleció)
- Jan Zamoyski, O.cist. † (4 de febrero de 1604-30 de marzo de 1614 falleció)
- Jan Andrzej Próchnicki † (24 de noviembre de 1614-13 de mayo de 1633 falleció)
- Stanisław Grochowski † (19 de diciembre de 1633-1 de marzo de 1645 falleció)
- Mikołaj Krosnowski † (12 de junio de 1645-26 de septiembre de 1653 falleció)
- Jan Tarnowski † (6 de julio de 1654-24 de agosto de 1669 falleció)
- Wojciech Koryciński † (30 de junio de 1670-27 de enero de 1677 falleció)
- Konstanty Lipski † (17 de marzo de 1681-14 de marzo de 1698 falleció)
- Konstanty Józef Zieliński † (30 de marzo de 1700-17 de febrero de 1709 falleció)
- Mikołaj Popławski † (21 de julio de 1710-7 de septiembre de 1711 falleció)
- Jan Skarbek † (30 de enero de 1713-2 de diciembre de 1733 falleció)
- Mikołaj Gerard Wyżycki † (6 de mayo de 1737-7 de abril de 1757 falleció)
  - Mikołaj Dembowski † (26 de septiembre de 1757-17 de noviembre de 1757 falleció) (arzobispo electo)
- Władysław Aleksander Łubieński † (13 de marzo de 1758-9 de abril de 1759 nombrado arzobispo de Gniezno)
- Wacław Hieronim Sierakowski † (21 de julio de 1760-28 de noviembre de 1780 falleció)
- Ferdynand Onufry Kicki † (28 de noviembre de 1780-2 de febrero de 1797 falleció)
- Kajetan Ignacy Kicki † (18 de diciembre de 1797-16 de enero de 1812 falleció)
- Andrzej Alojzy Ankwicz † (15 de marzo de 1815-30 de septiembre de 1833 nombrado arzobispo de Praga)
- Franz Xavier Luschin † (23 de junio de 1834-9 de enero de 1835 nombrado arzobispo de Gorizia y Gradisca)
- Franciszek Pišték † (1 de febrero de 1836-2 de febrero de 1846 falleció)
  - Wacław Wilhelm Wacławiczek (Václavíček) † (17 de diciembre de 1847-marzo de 1848 renunció)[nota 5] (arzobispo electo)
- Łukasz Baraniecki † (28 de septiembre de 1849-30 de junio de 1858 falleció)
- Franciszek Ksawery Wierzchleyski † (23 de marzo de 1860-17 de abril de 1884 falleció)
- Seweryn Morawski † (27 de marzo de 1885-2 de mayo de 1900 falleció)
- San Józef Bilczewski † (17 de diciembre de 1900-20 de marzo de 1923 falleció)
- Bolesław Twardowski † (3 de agosto de 1923-22 de noviembre de 1945 falleció)
- Eugeniusz Baziak † (22 de noviembre de 1945 por sucesión-15 de junio de 1962 falleció)
  - Sede vacante (1962-1991)
  - Jan Nowicki † (23 de marzo de 1968-14 de agosto de 1973 falleció) (administrador apostólico)
  - Marian Jozef Rechowicz † (31 de diciembre de 1973-28 de septiembre de 1983 falleció) (administrador apostólico)
  - Marian Jaworski † (21 de mayo de 1984-16 de enero de 1991 nombrado arzobispo) (administrador apostólico)
- Marian Jaworski † (16 de enero de 1991-21 de octubre de 2008 retirado)
- Mieczysław Mokrzycki, por sucesión desde el 21 de octubre de 2008